# Cuts Both Ways
Cuts Both Ways è l'undicesimo album discografico (il primo da solista, anche se è accreditato come Gloria Estefan & Miami Sound Machine) della cantante statunitense Gloria Estefan, pubblicato nel luglio 1989 ed arrivato in prima posizione nella Official Albums Chart per 6 settimane, in Nuova Zelanda per 3 settimane, in Australia per 2 settimane e nei Paesi Bassi, in quarta in Norvegia ed in sesta nella Billboard 200.

## Tracce
1. Ay, Ay, I
2. Here We Are
3. Say
4. Think About You Now
5. Nothin' New
6. Oye Mi Canto (Hear My Voice) - English Version
7. Don't Wanna Lose You
8. Get on Your Feet
9. Your Love Is Bad for Me
10. Cuts Both Ways
11. Oye Mi Canto (Hear My Voice) - Spanish Version
12. Si Voy a Perderte

## Classifiche
| Paese         | Posizione più alta |
| ------------- | ------------------ |
| Australia     | 1                  |
| Canada        | 42                 |
| Germania      | 27                 |
| Norvegia      | 4                  |
| Nuova Zelanda | 1                  |
| Paesi Bassi   | 1                  |
| Regno Unito   | 1                  |
| Spagna        | 13                 |
| Stati Uniti   | 8                  |
| Svezia        | 18                 |
| Svizzera      | 13                 |